# Josua-und-Kaleb-Brunnen (Stuttgart)

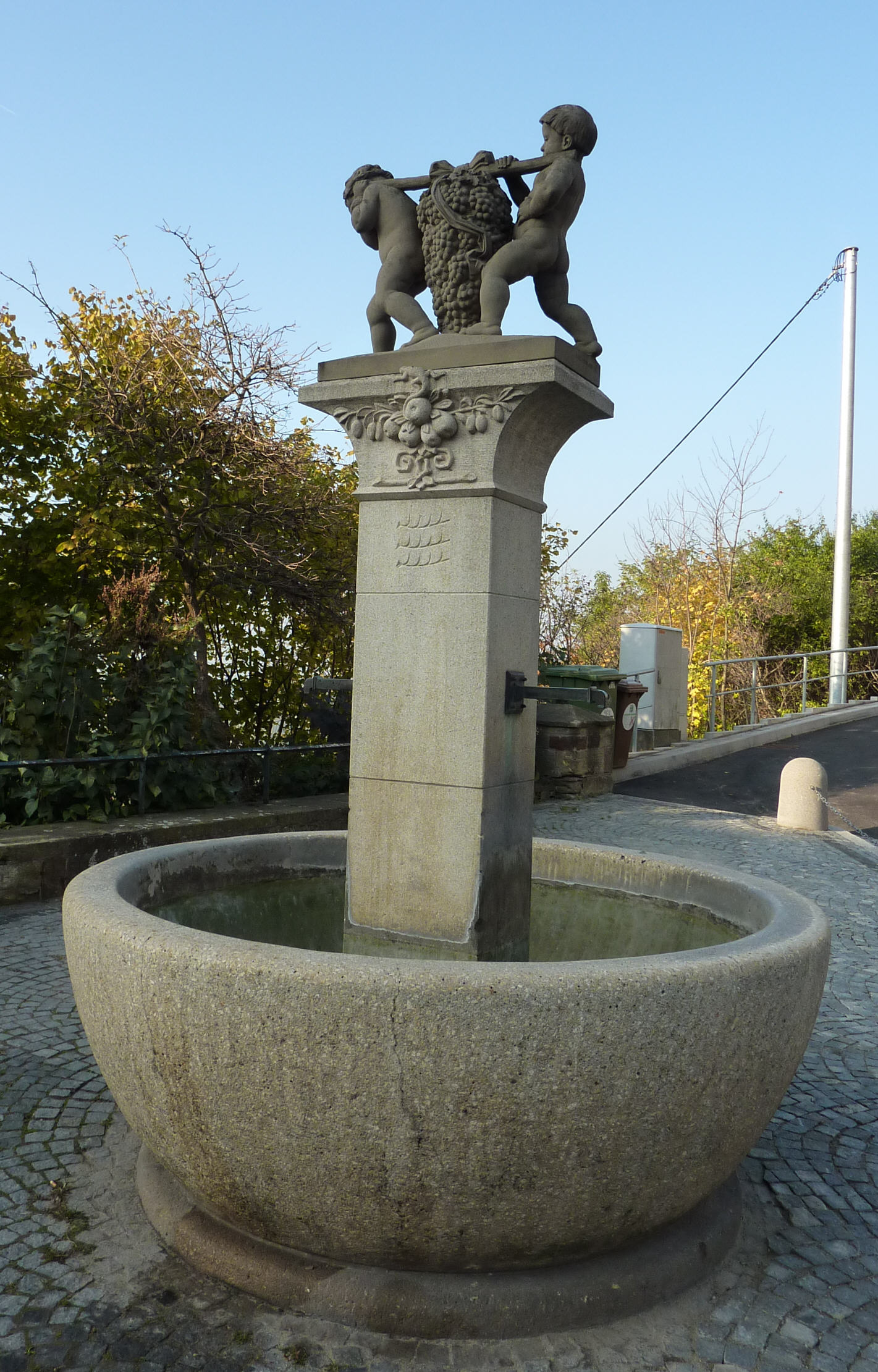
Gesamtansicht

Der Josua-und-Kaleb-Brunnen an der Ecke Rain- und Württembergstraße in Stuttgart-Rotenberg ist ein Kunstwerk von Karl Donndorf.
In einer runden Brunnenschale steht eine Säule mit viereckigem Grundriss, die mit den drei Hirschstangen aus dem württembergischen Wappen geschmückt ist. Sie trägt als Brunnenfiguren zwei nackte Knaben, die hintereinander gehend an einer geschulterten Stange eine große Kalebstraube tragen. Unterhalb der Gruppe, auf dem Kapitell, sind Pflanzen- und Tiermotive – etwa eine Eidechse und eine Schnecke – zu sehen. Der Brunnen ist aus gelblichem Kunststein gefertigt und wurde 1927 aufgestellt. Er wurde 1982 saniert und ist etwa von Mai bis September in Betrieb.

## Motiv
Die Brunnenfiguren spielen auf eine Erzählung aus dem 4. Buch Mose, Kapitel 13 und 14 an. Aus der Wüste Paran schickte Mose zwölf Kundschafter aus, die das Land erkunden sollten. Josua und Kaleb brachten von ihrem Erkundungsgang nach 40 Tagen eine Rebe mit einer Weintraube, die sie zu zweit auf einer Stange trugen. Sie berichteten von einem Land, in dem Milch und Honig flössen. Die anderen zehn Kundschafter wiegelten jedoch die Israeliten gegen Josua und Kaleb bzw. gegen Mose auf und behaupteten, das Land Kanaan sei uneinnehmbar, woraufhin die beiden ihre Kleider zerrissen und das Volk ermahnten, auf Gott zu vertrauen. Zur Strafe mussten die Israeliten in der Wüste umherziehen, bis alle Zweifler umgekommen waren. Kaleb aber gelangte ans Ziel. 
Die Traube, zunächst Sinnbild des Reichtums und Überflusses, wurde im Mittelalter außerdem zum Symbol des Erlösers am Kreuz. Viele Darstellungen der geschilderten Bibelszene zeigten später – anders als Donndorfs Brunnenfiguren – den vorderen Rebenträger als Vertreter des Judentums, das dem Christentum vorangeht, und den hinteren Träger als einen Heiden, der sich bekehren lässt und Christus nachfolgt. Darstellungen der Szene waren zunächst meist in Kirchen und als Bibelillustrationen zu finden, so etwa in der Heidelberger Armenbibel um 1430. Später wurden in Weinbaugebieten wie Rotenberg auch profane Gegenstände damit geschmückt und die religionsgeschichtliche Bedeutung der Szene geriet gegenüber dem Motiv der Freude und der gemeinsam getragenen Last wieder in den Hintergrund.

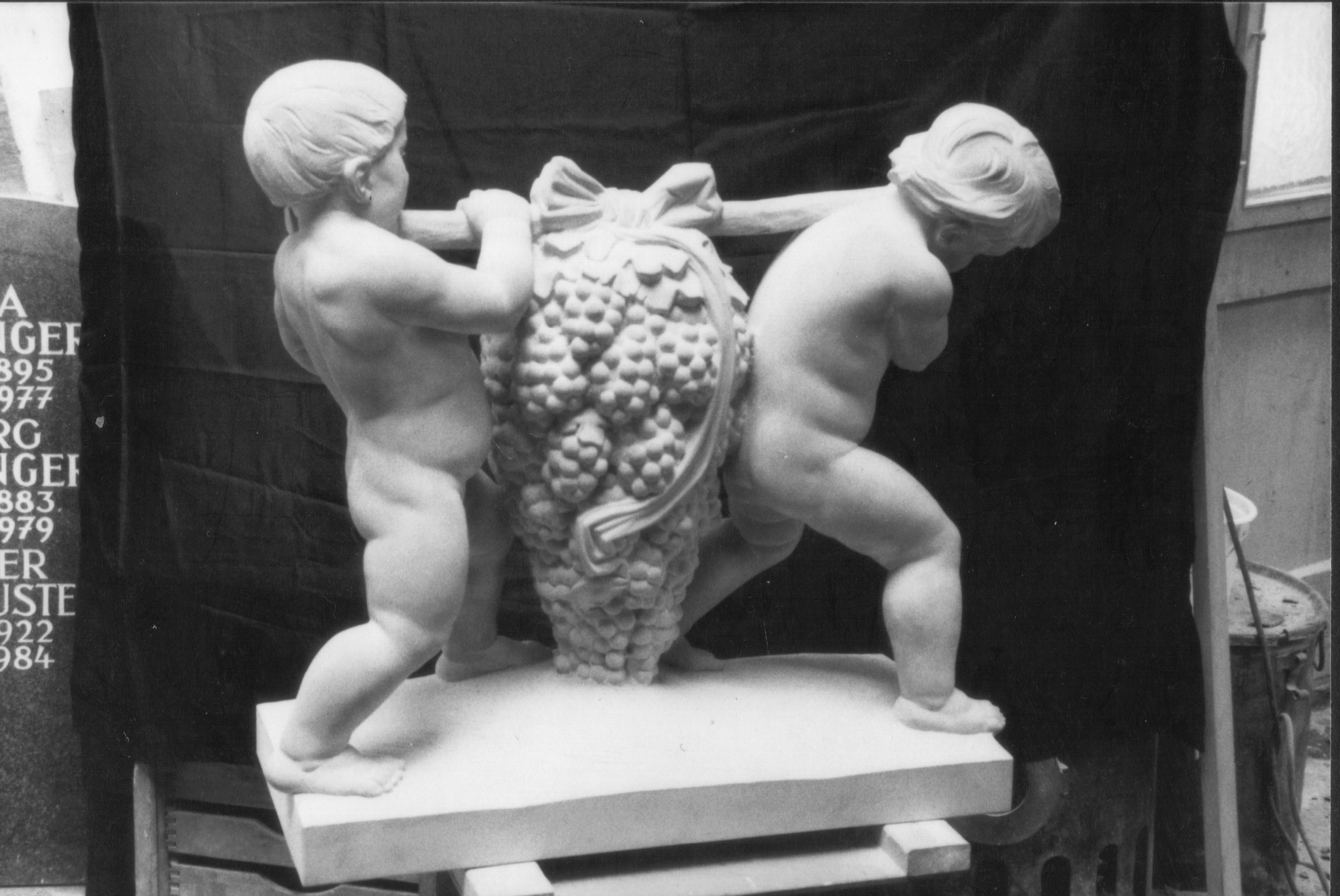
Die Kopie der Brunnenfigur nach der Fertigstellung in der Werkstatt von Bildhauer Schönfeld
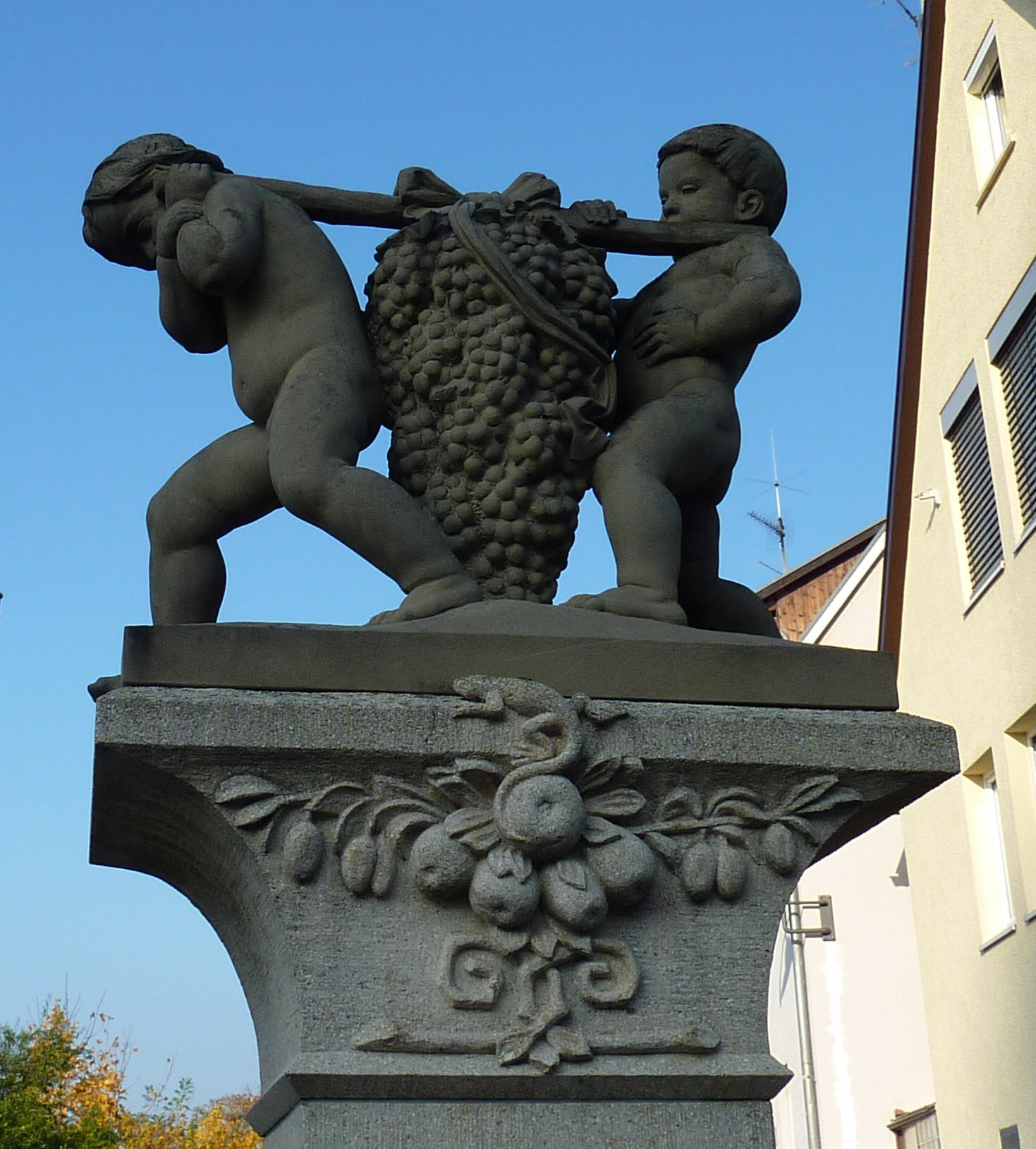
Die Brunnenfiguren von links
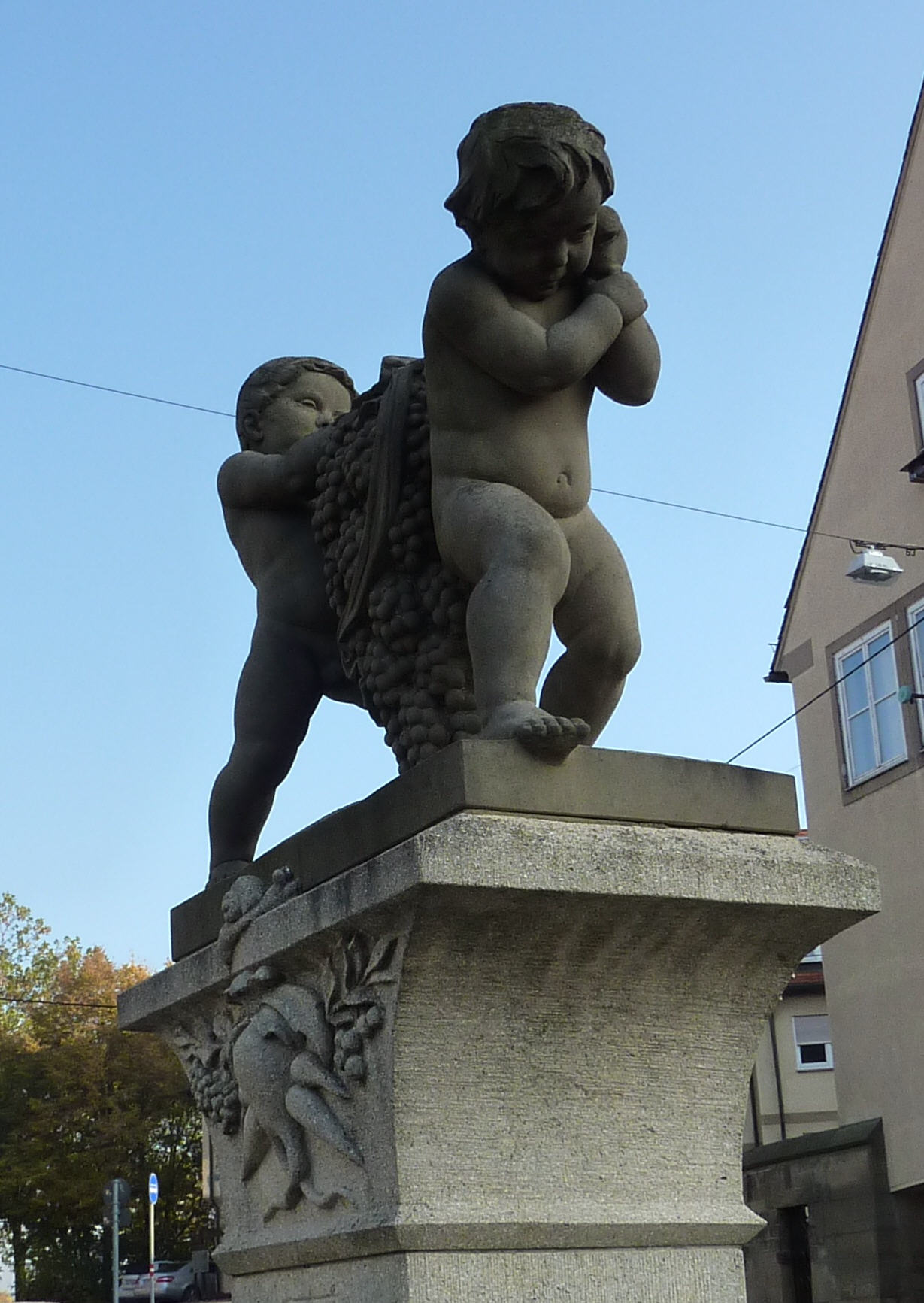
Die Brunnenfiguren von rechts